# Sylvia Brustad

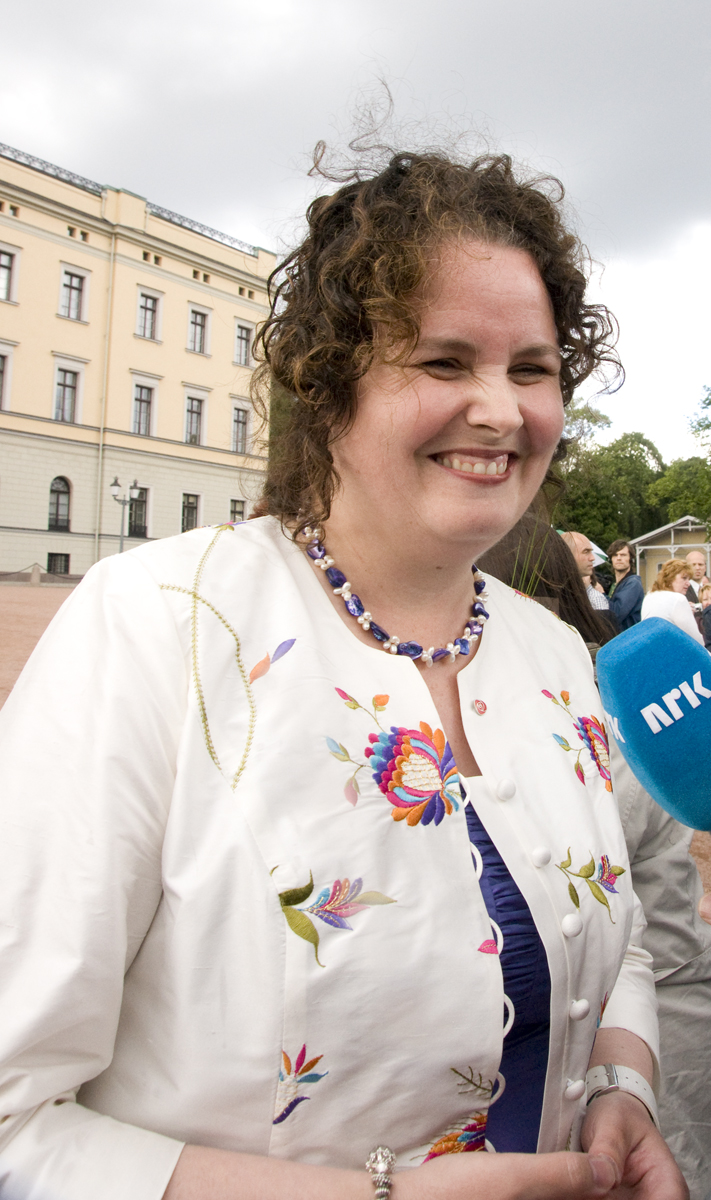
Sylvia Brustad

Sylvia Brustad, född 19 december 1966 i Elverum, är en norsk ämbetsman och politiker. Brustad har varit statsråd och representerat Arbeiderpartiet i Stortinget.
Brustad har arbetat som journalist på norska LO:s tidning LO-aktuelt (1987–1988) och Aktuelt perspektiv (1988–1989). Hon blev stortingsledamot 1989 och var heltidspolitiker i 20 år. Hon ställde inte upp för omval till Stortinget 2009. Sylvia Brustad är gift för andra gången, och har en dotter. Brustad var statsråd i Thorbjørn Jaglands regering och i Jens Stoltenbergs första och andra regering. Hon avgick som statsråd hösten 2009. I februari 2010 blev Brustad tillförordnad fylkesman i Hedmarks fylke.
I oktober 2013 blev det känt att hon ska bli verkställande direktör för Aker Kværner Holding AS, fyra år efter att hon stått i centrum för en konflikt mellan Aker och regeringen (2009).

## Politiska uppdrag
- 1987–1989: Medlem av Hedmarks fylkesting och fylkesutvalg
- 1989–2009: Stortingsledamot för Hedmark
- 1996–1997: Statsråd i Barne- og familiedepartementet. Hon var ett av de yngsta statsråden i Norges historia då hon 29 år gammal blev barn- och familjeminister 1996.
- 2000–2001: Statsråd i Kommunal- og regionaldepartementet
- 2005–2008: Statsråd i Helse- og omsorgsdepartementet
- 2008–2009: Statsråd i Nærings- og handelsdepartementet
- Ledamot i Arbeidarpartiets kvinnopolitiska utskott 1990–1992, ordförande 1992–1998
- Ledamot i Arbeidarpartiets partistyrelse 1992–1998 och 2003–2009